# Basketo
El basketo o masketo (també coneguda com a Basketto, Baskatta, Mesketo, Misketto, i Basketo-Dokka) és una llengua afroasiàtica del grup omòtic parlada al Woreda Especial Basketo de Pobles del Sud, que és part d'Etiòpia, pels basketos. Es divideix en dos dialectes principals: "Doko" (Dokko) i "Dollo" (Dollo). A més de la seva llengua materna, alguns també parlen melo, oyda, galila, o gofa.
Comparteix trets lingüístics del subgrup omet, dins la branca nord de les llengües cuixítiques: l'ordre canònic de la frase és subjecte-objecte-verb, gran presència de morfemes derivatius i sons glotals.